# Acaronychidae
Acaronychidae é uma família de ácaros pertencentes à ordem Sarcoptiformes.
Géneros:
- Acaronychus Grandjean, 1932
- Archeonothrus Trägårdh, 1906
- Loftacarus Lee, 1981
- Stomacarus Grandjean, 1952
- Zachvatkinella Lange, 1954